# Hề Mộng Dao
Hề Mộng Dao (Tiếng Trung: 奚梦瑶, tiếng Anh: Xi Meng Yao, sinh ngày 18 tháng 3 năm 1989) là người mẫu người Trung Quốc ra mắt lần đầu vào năm 2009 sau khi tham dự một cuộc thi truyền hình. Sự nghiệp người mẫu quốc tế của cô bắt đầu vào năm 2011 khi tham dự show diễn Givenchy Haute Spring Show. Cùng năm đó, cô làm người mẫu cho bộ sưu tập quần áo may sẵn của Givenchy và xuất hiện với tư cách là gương mặt của chiến dịch quảng cáo công khai mùa thu-đông của Givenchy. Cô cũng làm người mẫu tại Victoria's Secret Fashion Show năm 2013.

## Tiểu sử
Hề Mộng Dao sinh ra ở quận Hoàng Phố, Thượng Hải. Năm 2008, cô tham gia chương trình truyền hình trên đài Đông Phương, Trung Quốc có tên gọi là Go! Oriental Angels. Đây là lần xuất hiện đáng chú ý đầu tiên của cô trên công chúng.

## Sự nghiệp
Hai năm sau khi tốt nghiệp trung học, cô đã tham gia cuộc thi Elite Model Look, một sự kiện người mẫu thời trang do công ty quản lý người mẫu Elite Model Management tổ chức. Cuối cùng đứng thứ ba trong cuộc thi. Không lâu sau cô được mời ký hợp đồng với Givenchy và ra mắt trình diễn trong show thời trang Givenchy Haute Couture cùng các thương hiệu thời trang may sẵn. Cô bắt đầu sự nghiệp người mẫu quốc tế của mình ngay sau đó cùng năm, khi cô xuất hiện trong chiến dịch thời trang thu đông 2010 của Givenchy, bộ hình chụp bởi Mert Alas and Marcus Piggott. Cô cũng tham gia vào Tuần lễ Thời trang New York Thu Đông năm 2011 với ba người mẫu thời trang Trung Quốc khác: Shu Pei, Tôn Phi Phi và Lưu Văn.
Trở thành người phát ngôn của Tuần lễ thời trang Thượng Hải xuân hè năm 2012.
Năm 2014, cô được nhà thiết kế Michael Kors mời làm người mẫu cho bộ sưu tập Michael Kors Shanghai Extravaganza cùng với Rosie Huntington-Whiteley và Miranda Kerr. Cô cũng xuất hiện trên thảm đỏ của. sự kiện Met Gala cùng Kors và Huntington-Whiteley.
Năm 2015, Olivier Roustrial, giám đốc sáng tạo của Balmain, đã mời Hề Mộng Dao làm người mẫu trình diễn cho bộ sưu tập thời trang mùa thu của Balmain 2015 cùng với các người mẫu Alessandra Ambrosio, Adriana Lima, Constance Jablonski, Taylor Hill, Joan Smalls, Cindy Bruna, Jourdan Dunn, Karlie Kloss, Magdalena Frąckowiak, Devon Windsor và Lily Donaldson. Cũng trong năm 2015, Karl Lagerfeld đã chọn cô trình diễn chính trong một chiến dịch mới cho thương hiệu của mình và hợp tác với Kendall Jenner và Sasha Luss.
Vào ngày 20 tháng 11 năm 2017, Victoria's Secret Fashion Show lần đầu tiên được tổ chức tại Châu Á (Thượng Hải). Màn trình diễn trang phục với cú trượt ngã bất cờ của cô trên sàn catwalk gây ra nhiều bàn tán.
Ngày 14 tháng 9 năm 2018, Hề Mộng Dao và siêu mẫu Hà Tuệ được chọn làm đại sứ khu vực Đại Trung Hoa của thương hiệu Victoria's Secret.

## Đời tư
Ngày 13 tháng 5 năm 2019, thiếu gia Hà Du Quân, con trai của Hà Hồng Sân và vợ tư Lương An Kỳ, bao trọn 3 tầng của trung tâm thương mại L'Avenue Thượng Hải (bất động sản thuộc quyền sở hữu của bà Lương An Kỳ), cầu hôn Hề Mộng Dao bằng gần 100.000 bông hoa hồng. Hai người đăng ký kết hôn vào tháng 7 cùng năm.
Vào chiều ngày 24 tháng 10 năm 2019, Hà Du Quân đã thông báo trên Instagram rằng Hề Mộng Dao đã sinh con trai đầu lòng, em bé được đặt tên là Hà Quảng Sân, với tên tiếng Anh là Ronaldo. Chi phí phòng sinh của Hề Mộng Dao tại Bệnh viện Dưỡng Hòa (Hồng Kông) ước tính khoảng HK$ 11.000 mỗi ngày. Ngoài ra nhà họ Hà còn chỉ định bác sĩ hộ sinh riêng có thẩm quyền nhất định về phương diện sản khoa thì chi phí ước tính cũng tăng lên đáng kể.

## Hình ảnh

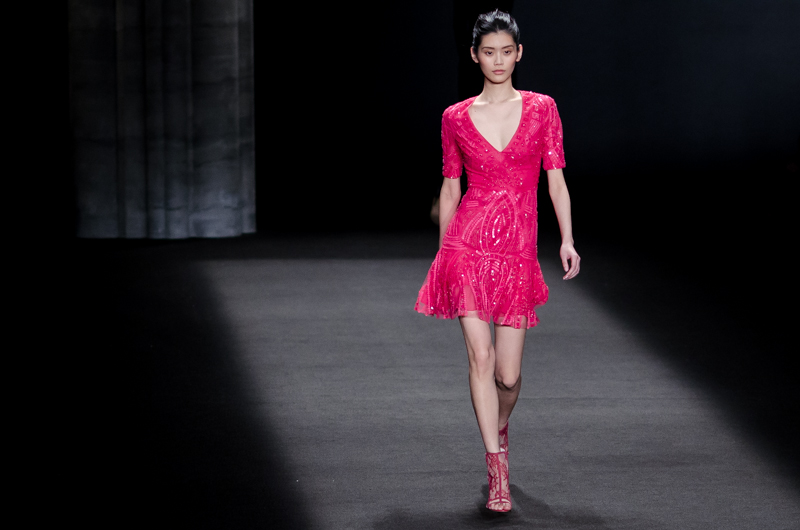
Ming Xi trình diễn tại show diễn Thu / Đông 2014 của Monique Lhuillier năm 2014
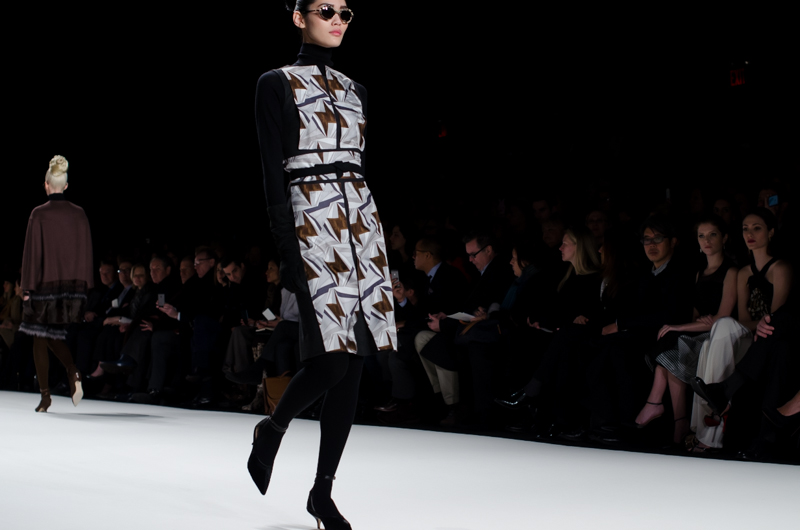
Ming Xi trình diễn tại show diễn Thu / Đông 2014 của Herrera
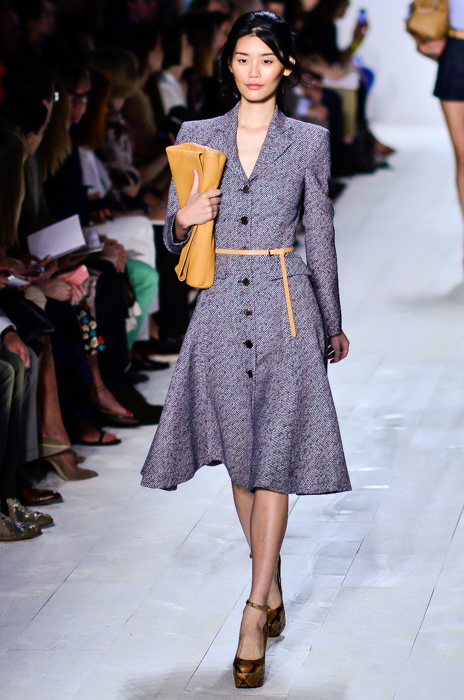
Hề Mộng Dao trình diễn năm 2014